# Katalizator
Katalizator – substancja chemiczna, która dodana do układu powoduje zmianę ścieżki kinetycznej reakcji chemicznej, na taką, która ma niższą energię aktywacji, czego efektem jest wzrost szybkości reakcji chemicznej. W trakcie procesów z udziałem katalizatora reakcja chemiczna przebiega drogą o energii mniejszej w stosunku do reakcji bez udziału katalizatora. Dzieje się tak, ponieważ w trakcie reakcji powstaje dodatkowy kompleks przejściowy katalizator-substrat, który ulega reakcji w wyniku dostarczenia mniejszej ilości energii niż dla reakcji bez udziału katalizatora.

## Zasada działania
Katalizator nie ulega trwałej przemianie chemicznej. Nie znaczy to jednak, że w niej nie uczestniczy. Katalizator wpływa na przebieg reakcji zmieniając jej mechanizm. Jego działanie opiera się na powstawaniu w reakcji z substratem przejściowego związku chemicznego lub struktury nadcząsteczkowej, która jest nietrwała, dzięki czemu reaguje dalej z wytworzeniem produktu końcowego i odtworzeniem wyjściowego katalizatora:
Reakcja bez katalizatora:
A + B → AB
Reakcja z katalizatorem:
A + K → AK (produkt przejściowy)
AK + B → AB + K (produkt końcowy + odtworzony katalizator)
Jeśli związek przyspieszający reakcję zużywa się w jej wyniku nazywany jest inicjatorem a nie katalizatorem.
Katalizator dzięki tworzeniu związku przejściowego powoduje zmniejszenie energii aktywacji reakcji chemicznej, nie wpływa jednak na położenie jej równowagi, gdyż energia aktywacji jest jednakowa niezależnie od kierunku przebiegu reakcji. Katalizator może zwiększać selektywność reakcji, jeżeli zwiększa szybkość tworzenia się produktu głównego, a nie przyspiesza lub słabiej przyspiesza reakcje uboczne.
Istnieją jednak pewne typy katalizatorów, których technicznie nie można wydzielić ze środowiska reakcji. Przykładem są katalizatory Zieglera-Natty, używane w procesie polimeryzacji propylenu. Niemożność praktycznego odzyskania katalizatora z produktu nie oznacza jednak, że uległ on w wyniku reakcji przemianie chemicznej. Mogła się jednak zmienić jego postać fizyczna na skutek czego jego oddzielenie od produktu staje się praktycznie niewykonalne.

## Kataliza a inhibicja
Pojawiające się w niektórych podręcznikach szkolnych pojęcie "katalizator ujemny" (i, odpowiednio, "kataliza ujemna") jest z gruntu błędne. Spowalnianie reakcji zachodzi bowiem w wyniku powstawania trwałego związku chemicznego substancji spowalniającej z substratem, co powoduje jej zablokowanie, ale również związanie tej substancji na trwałe z substratem. Substancja ta zatem nie odtwarza się, lecz zostaje na stałe związana z substratem. W związku z tym, w kontekście spowalniania reakcji mówi się raczej o inhibitorach, dla których antonimem jest inicjator a nie katalizator.

## Rodzaje katalizatorów
Katalizator homogeniczny to taki, który znajduje się w tej samej fazie, co reagenty (np. rozpuszczony w roztworze), natomiast katalizator heterogeniczny tworzy odrębną fazę (np. katalizator kontaktowy V2O5 utleniania SO2 do SO3).
Katalizator heterogeniczny składa się zazwyczaj z:
- składnika aktywnego, który faktycznie wpływa na przyspieszenie reakcji
- nośnika katalizatora, czyli substancji, służącej do rozwinięcia powierzchni katalizatora, nie biorącej udziału w procesie przyspieszania reakcji
- promotorów, czyli składników dodawanych w niewielkich ilościach polepszających strukturę geometryczną składnika aktywnego.

Czasami jednak katalizator heterogeniczny jest "samonośny" i nie wymaga stosowania nośnika. Przykładem są katalizatory metaliczne, takie jak siatki platynowe czy nikiel Raneya.
Rozróżnia się kilka typów katalizatorów heterogenicznych stosowanych w przemyśle:
- katalizator nośnikowy
- katalizator współstrącany
- katalizator samonośny.

Katalizator nośnikowy naniesiony jest na niebiorący w reakcji składnik. Składnik aktywny występuje na powierzchni katalizatora w postaci wysepek, warstewek, kryształów. Nośnik ma za zadanie rozwinięcie powierzchni katalizatora. Istotne jest to o tyle, iż reakcja katalizowana przebiega jedynie na powierzchni katalizatora, a zatem z punktu widzenia katalizy, wnętrze granulki katalizatora nie bierze udziału w procesie. Najpopularniejszym przykładem takiego katalizatora jest katalizator samochodowy.
Katalizator stopowy powstaje podczas spiekania składnika aktywnego z promotorami, które mają za zadanie dopomóc w tworzeniu struktury o dużej powierzchni aktywnej katalizatora. Prekursor stopowy chłodzi się do temperatury pokojowej. Zazwyczaj powierzchniowa warstwa utlenia się na powietrzu i tworzy się warstewka pasywacyjna, pokrywająca powierzchnię katalizatora. Przed właściwym procesem z wykorzystaniem takiego katalizatora przeprowadza się redukcję warstwy powierzchniowej. Zazwyczaj do reaktora wypełnionego katalizatorem wpuszcza się mieszaninę zawierającą wodór. Po zredukowaniu warstwy katalizator staje się aktywny i można zacząć prowadzić konkretny proces.
Katalizator współstrącany powstaje poprzez strącanie składnika aktywnego i nośnika z roztworu soli. Strącony osad przemywa się suszy, mieli, poddaje kalcynacji, a w końcowym etapie aktywacji.

## Światowe zapotrzebowanie oraz produkcja
Globalny rynek wszystkich katalizatorów szacuje się na kilkanaście miliardów dolarów rocznie i przewiduje się jego wzrost o kilka procent rocznie. Główne segmenty rynku katalizatorów według ich zastosowań to: ochrona środowiska, rafinacja ropy naftowej, produkcja chemiczna, polimeryzacja (produkcja tworzyw sztucznych).
Najwięksi producenci katalizatorów na świecie:
- W. R. Grace and Company,
- BASF SE,
- Albemarle Corporation,
- Johnson Matthey,
- Honeywell (UOP LLC),
- Clariant,
- Haldor Topsoe,
- CRI Catalyst Company.

W Polsce największymi producentami katalizatorów są Grupa Azoty S.A. i Instytut Nowych Syntez Chemicznych, produkujące głównie katalizatory na potrzeby przemysłu nawozowego oraz petrochemicznego. Są to katalizatory zarówno typu współstrąconego (np. katalizator żelazowo - chromowy do wysokotemperaturowej konwersji tlenku węgla), katalizatory stopowe (katalizator żelazowy do syntezy amoniaku), jak też katalizatory nośnikowe (np. katalizatory niklowe do reformingu parowego).